# Mount Albion
Mount Albion är ett berg i Antarktis. Det ligger i Östantarktis. Australien gör anspråk på området. Toppen på Mount Albion är 1 507 meter över havet, eller 139 meter över den omgivande terrängen. Bredden vid basen är 9,8 km.
Terrängen runt Mount Albion är platt åt sydväst, men åt nordost är den kuperad. Trakten är obefolkad. Det finns inga samhällen i närheten. 